# Quận Chippewa, Michigan
Quận Chippewa một quận thuộc tiểu bang Michigan, Hoa Kỳ. Quận lỵ đóng ở Sault Ste. Marie. Theo điều tra dân số năm 2000 của Cục điều tra dân số Hoa Kỳ năm 2010, quận có dân số 38.520 người.

## Địa lý
Theo Cục điều tra dân số Hoa Kỳ, quận có diện tích 6988 km2, trong đó có 2.953 km2 là diện tích mặt nước.